# キューバ革命
キューバ革命（キューバかくめい、スペイン語: Revolución cubana）は、フィデル・カストロ、チェ・ゲバラらが中心となってアメリカ合衆国の影響が強かったキューバのフルヘンシオ・バティスタ政権を打倒するに至った武装解放闘争。

## 概要
アメリカ合衆国からの支援、庇護をうけた軍事政権への反発は既に1950年代前半よりみられており、1953年にもカストロらは蜂起していたが、この頃は革命勢力の結束が弱く失敗に終わった。
1958年になると反政府各派の共同戦線が結束され、1959年1月1日にハバナ占領を果たして革命政権が成立した。キューバ革命は、当初より社会主義革命を志向したわけではなく、政権獲得直後にはアメリカ合衆国との関係継続を目論んだ交渉も模索していた。
しかし、ドワイト・D・アイゼンハワー大統領と、その後を1960年に継いだジョン・F・ケネディ大統領はカストロら新政府を「容共」であるとみなし、ケネディ大統領は政権を打倒すべくピッグス湾事件を起こした。これによりアメリカ合衆国との関係回復が不可能であると判断すると、ソ連への接近を鮮明にし、1961年に社会主義宣言を示して、キューバ革命を社会主義革命として位置づけた。

## 前史

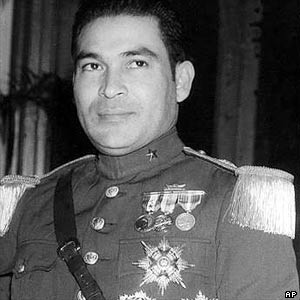
フルヘンシオ・バティスタ

1898年に起きた米西戦争でスペインに勝利したアメリカ合衆国は、同年のパリ条約でキューバ独立をスペインに認めさせた。しかし、1901年のプラット条項によってキューバを事実上の保護国とすると、その後もたびたび内政干渉を繰り返した。
この様な状況下で、1903年2月23日にグアンタナモがアメリカの軍事基地となり、「アメリカ合衆国の裏庭」と化していたカリブ海において、キューバは戦略的に重要な位置を占めていた。さらに、アメリカへの経済的従属も進み、砂糖やバナナなどの商品作物の供給地として必要不可欠な島となっていった。
1934年にフランクリン・ルーズベルト大統領のもとでプラット条項は廃止されたが、アメリカは親米政権をキューバにおいて維持させることを国是としており、活発な投資活動が続いていた。さらに第二次世界大戦ではグアンタナモ基地がドイツの潜水艦に対する基地として活用されるなど、軍事的にもキューバはアメリカと切っても切れない関係となっていった。
こうした中、第二次世界大戦後の1952年に軍事クーデターによって政権を獲得したフルヘンシオ・バティスタも、これまでの政権同様に親米政策をとりアメリカからの援助をうけつつ独裁体制の強化を図ったが、共産主義の影響を受けた学生組織や左翼組織による反バティスタ運動が高揚していた。

## 反乱

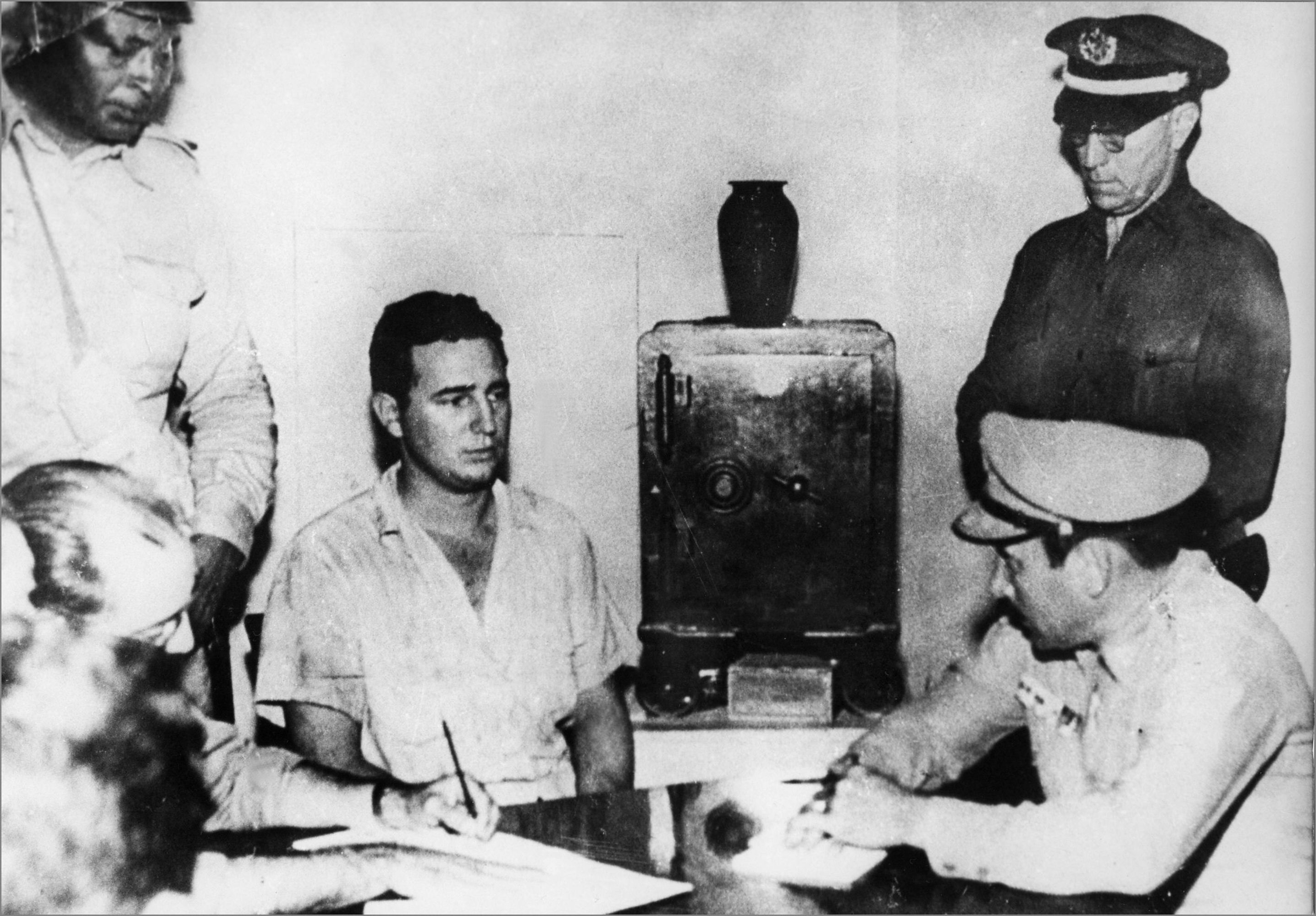
モンカダ兵営で逮捕されたカストロ

1953年7月26日、若者を主体とする123人の反バティスタグループが、オリエンテ州（当時）のサンチアゴ・デ・キューバにあるモンカダ兵営を攻撃した (7月26日運動)。しかし、僅かなミスから奇襲は失敗し、政府軍に包囲されてしまう。彼らの一部はその戦闘で死亡し、生存者も程なくして逮捕されたが、政府軍は逮捕者の多くを見せしめとして虐殺した。
しかし、弁護士フィデル・カストロとその弟ラウル・カストロらのリーダー格は、高度に政治的な裁判にかけられた。フィデル・カストロは裁判上で「歴史が私に無罪を宣告するであろう」と演説を展開したが、判決では15年の刑期が宣告された。
ほかの者も一様に長い刑期を宣告されピノス島（現・青年の島）にあるモデロ刑務所に収監された。1955年の選挙の後、5月にバティスタは恩赦でモンカダ兵営襲撃犯を含む政治犯をすべて解放した。

## M26

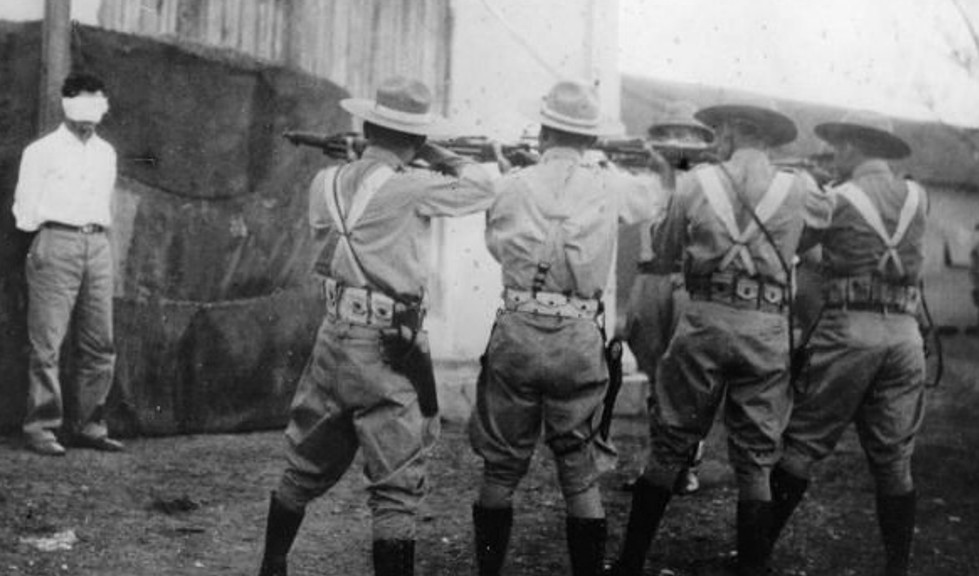
政府軍によるゲリラの処刑

カストロ兄弟は程なくメキシコに亡命、同じ境遇の追放キューバ人を糾合し、再度バティスタを倒すために戦う準備を行った。このときカストロが組織した集団はモンカダ襲撃の日を取って「7月26日運動」(M26)と呼ばれる。
メキシコ潜伏中にカストロはアルゼンチン人で放浪好きな医師チェ・ゲバラに出会う。ゲバラは彼らの軍隊に加わった。メキシコでゲリラ戦の訓練を行った彼らは1956年11月、現地調達した8人乗りのプレジャーボート「グランマ号」に、合計82名で乗り込みメキシコを出発した。
カストロは、事前に報道機関等にキューバへ戻ることを公言していたため（キューバにいる同志の呼応をねらった）、祖国に上陸した途端、たちまちバティスタ軍に包囲され多くの仲間を失ってしまう。何名が生き残ったかに関しては論争となっているが、12名を残して全てが上陸後の最初の戦闘で殺されるか捕らえられるかした。捕らえられたゲリラのうちの数人は特別裁判の後処刑された。カストロ兄弟及びゲバラは生存メンバーであった。残った12人はキューバ東南部のマエストラ山脈に逃げ込みゲリラ活動を開始する。なお、彼らの上陸した場所の付近は当時オリエンテ州の一部であったが、後に「グランマ州」と名づけられた。

## 革命成功

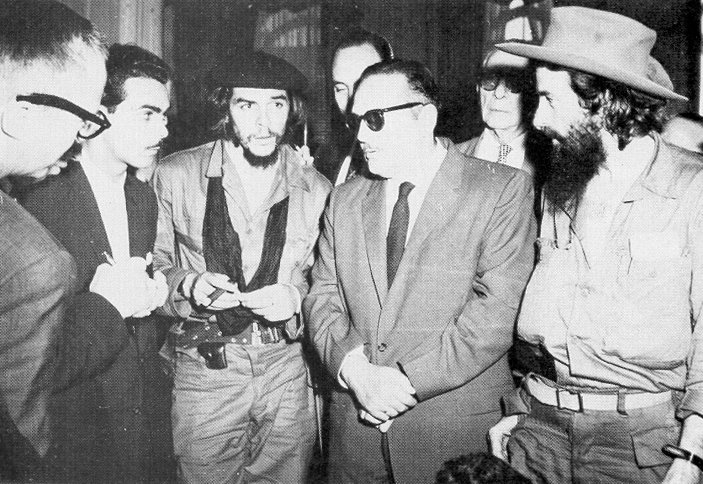
ハバナに到着したゲバラとシエンフエゴス（1959年1月）

1958年に革命軍は攻撃を始めた。彼らは「カラム（columnas）」と呼ばれた2つの部隊に別れて進軍した。片方のカラムであるオリエンテ州（現在、サンチアゴ・デ・キューバ、グランマ、グアンタナモおよびオルギンの4州に分割されている）の4つの前線はフィデル・カストロ、ラウル・カストロおよびフアン・アルメイダによって指揮された。もう一方のカラムはチェ・ゲバラおよびカミロ・シエンフェゴスの指揮下にあり、西方と首都ハバナへ進軍した。
カミロはヤガイェイの戦いで大きな勝利を収め、「El heroe de Yaguajay」（ヤガイェイの英雄）と呼ばれるようになった。またゲバラの部隊もサンタクララでの決戦で勝利を勝ち取った。この戦いはオリエント州軍への増援部隊と物資を載せた列車を停止させたことで有名である。ゲバラとカミロの部隊はハバナ入城時にコロンビア兵営（現在「シウダ・リベルタ（Ciudad Libertad, 自由都市）」と呼ばれる）とラ・カバナ（現在「モロ」と呼ばれる）を占領した。
政府軍の敗北が決定的となった1958年12月31日夜、バティスタはコロンビア兵営で催された新年祝賀パーティーの席上で突如として辞任演説を始め、日付の変わった1959年の元日、クバーナ航空機でキューバを脱出し、独裁者のラファエル・トルヒーヨ率いるドミニカ共和国へ亡命した。数時間後、政府軍の将軍カンティーヨが「臨時政府」の成立を宣言したが、カストロはこれを認めずカミロにハバナ突入を命じた。まもなくハバナは革命軍が制圧し、8日にはカストロがハバナ入りし、名実ともに革命軍の勝利が確定した。
新生キューバの首相には、ハバナ大学の教授であったホセ・ミロ・カルドナが就任したが、カストロとの意見の食い違いは早々に鮮明となり、在任2か月で退任。カストロ自らが首相に就任した。

## 革命政権成立後

### アメリカからの冷遇

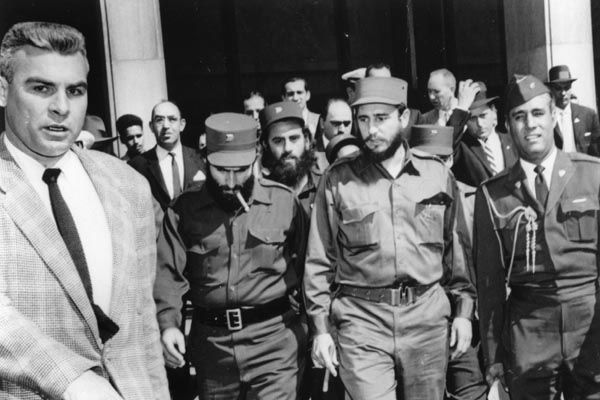
革命後にアメリカを訪問したカストロ首相（左から2番目/1959年）

カストロは共産主義の影響を受けた学生らとともにゲリラ活動を行い親米政権を倒したことから、アメリカはカストロの自国に対する姿勢を懸念していた。しかし当初カストロは「アメリカ合衆国に対して変わらず友好関係を保つ」と表明し、早くも4月にワシントンD.C.を訪問しアメリカ政府に対して友好的な態度を見せるとともに、革命政権の承認を求めた。
しかし革命前よりCIAの報告で「容共的」のみならず、「共産主義者」との疑いさえもたれていたことに加え（当時カストロは自分が共産主義者であることを明確に否定していた）、アメリカ合衆国の傀儡政権だったバティスタ政権を背後から操ってキューバに多くの利権を持っていたアメリカの大企業やマフィアからの圧力により、アイゼンハワー大統領は、「かねてから予定されていたゴルフに行く」との理由で公式会談に欠席し、代わって会談したリチャード・ニクソン副大統領とも短時間の面会程度に終わらせられるなど、あからさまな冷遇を受けることとなる。

### ソ連への接近
これに反発したカストロ首相は、帰国後ただちに農地の接収を含む農地改革法の施行を発表した。当時ユナイテッド・フルーツとその関連会社がキューバの農地の7割以上を所有していたことから、これは事実上のアメリカ企業の資産の凍結となり、アメリカ政府からの大きな反発を受けることとなった。
さらに弟のラウル・カストロ国防大臣にソビエト連邦の首都のモスクワを訪問させ、アナスタス・ミコヤン第一副首相をハバナに招請するなど、冷戦下でアメリカ合衆国と対峙していたソビエト連邦との接近を開始。アメリカ合衆国本土の隣国であるキューバがソビエト連邦と手を組む事態を受け、アメリカ合衆国は共産主義国家の脅威を間近で感じることになった。
その後もキューバとアメリカの関係は悪化の一途をたどり、1960年1月にはユナイテッド・フルーツの農地の接収を実施したほか、2月にはソ連のアナスタス・ミコヤン第一副首相のハバナ訪問を受け入れ、ソ連との砂糖と石油の事実上のバーター取引や有利な条件での借款の受け入れ、さらにソ連からの武器調達の取引に調印した。

### アメリカとの対立

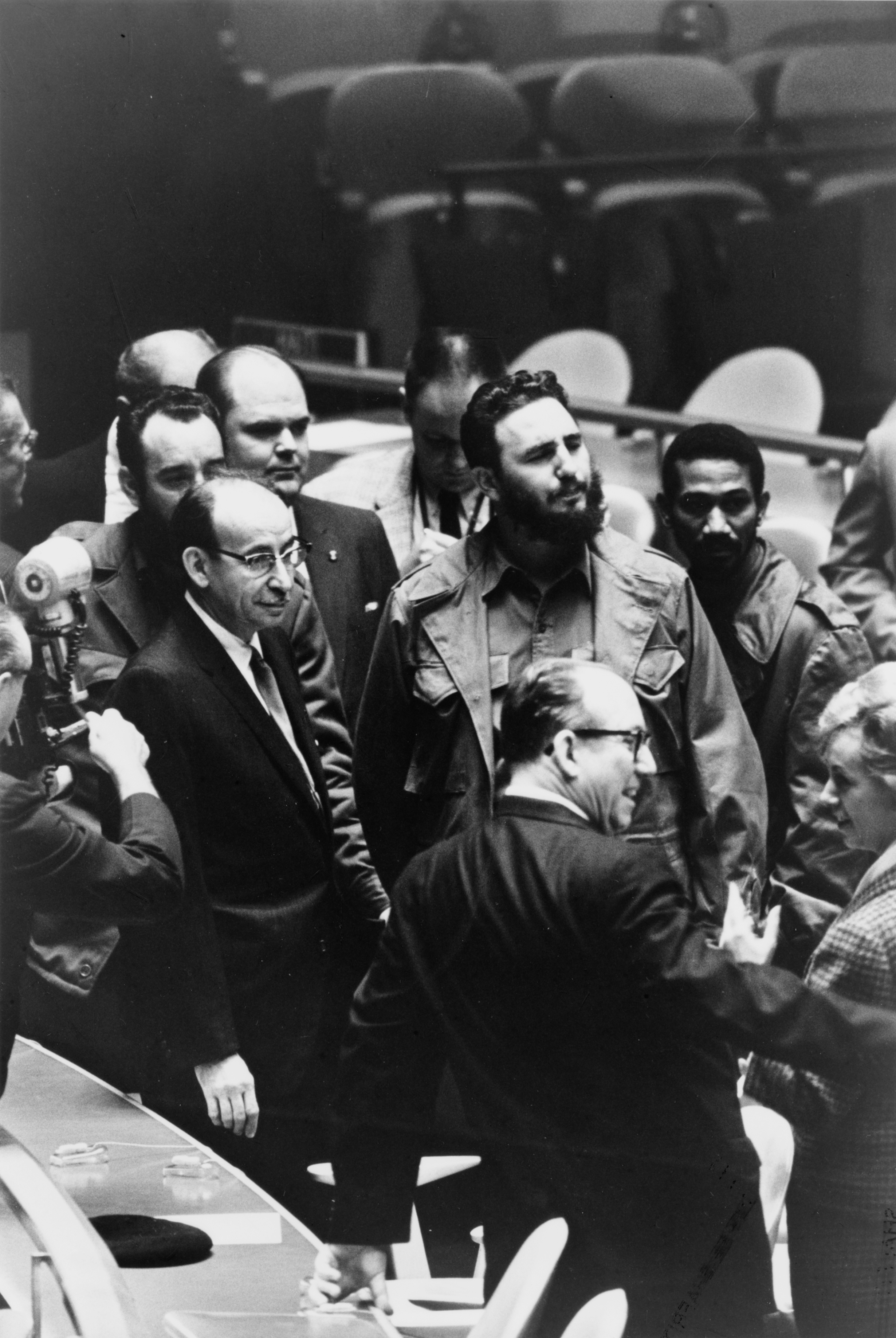
国連総会に出席したカストロ（1960年4月）

同年4月には早くもソ連のタンカーがキューバの港に到着し、さらに6月には、キューバ政府によりユナイテッド・フルーツやチェース・マンハッタン銀行、ファースト・ナショナル・シティ銀行をはじめとするアメリカ合衆国の政府や企業、国民が所有する全てのキューバ国内の資産の完全国有化を開始するとともに、穏健的なルフォ・ロペス大蔵大臣の更迭（その後アメリカに亡命）など、キューバとアメリカの対立は決定的なものとなった。
さらに9月にカストロは自ら国連本部で開催される国連総会に出席すべくニューヨークを訪問したものの、これに対してアメリカ政府は外交的には全く無意味どころか、反発されるだけの極めて幼稚な子供じみた嫌がらせをしている。キューバ代表団のマンハッタン外への外出を禁止し、乗ってきた飛行機を没収（この為帰りはソ連の飛行機で帰った）。さらに宿泊予定のホテルは法外な「補償金」の支払いを要求するなどの手段を取った。その為、国連本部の芝生で、テントを張り寝泊まりする羽目になった。その後ハーレムにある安ホテルに移動したカストロは、ホテルを訪問したフルシチョフと会談し、さらに26日には国連総会において4時間29分に渡る長時間の演説を行いキューバ革命の意義を自画自賛するとともにアメリカを非難した。
こうした動きに対して、アメリカ合衆国は厳しい態度で臨んだ。アイゼンハワー政権は対抗策としてキューバの最大の産業である砂糖の輸入停止措置を取る形で禁輸措置に踏み切り、1961年1月3日にはキューバに対して国交断絶を通告した。この措置はカストロが弟のラウルに政権を譲り、バラク・オバマが国交回復を模索するまで50年以上も継続されることになる。この間、大量のキューバからの避難民がフロリダ州マイアミに集まり、その数は10万人に達した。
さらにアイゼンハワー大統領は、亡命キューバ人を組織、訓練して、この革命政権を軍事力で打倒しようと図った。1961年よりアメリカ大統領になったジョン・F・ケネディは、この作戦を継承して、同年4月にピッグス湾事件を起こすが失敗に終わった。
これを受けて革命政権は、5月に社会主義宣言を発し、キューバ革命を「社会主義革命」として位置づけた。これ以降、ソ連や東ドイツ、ポーランドなどの東側諸国との関係は強化されることとなった。1964年12月にはチェ・ゲバラが、国連総会でアメリカを非難しソ連の支援を求める演説を、合言葉“祖国か、死か!”の紹介と共に、主席として行なっている。

### 粛清
革命政権の粛清や、資本主義経済の放棄を嫌った人々はアメリカ合衆国に逃れたが、キューバ国内ではバティスタ政権下の警官及び兵士が、殺人と拷問を含む人権侵害及び戦争犯罪で裁判にかけられた。殺人で有罪判決を受けた者達500人以上のほとんどが銃殺され、残りは長い懲役刑を宣告され収監された。チェ・ゲバラはラ・カバナの最高検察官に任命された。これらはカストロによる反革命活動勢力、バティスタ忠誠者達を浄化する試みの一部であった。他に多くの者が警察及び軍から解任され、旧体制の数人の高官は追放された。これに加えて革命政府は反体制派の追放政策を行った。
彼らの多くは弁護士、目撃者および参加社会の人々（彼らの多くは検察官の求刑よりも重い刑を頻繁に要求し、しばしば残忍な要求を行った）を交えた裁判の後処刑された。更に超法規的な処刑も行われた。最も悪名高いものは、サンチアゴの占領後にラウル・カストロによって指揮されたバティスタ政権兵士の捕虜70名以上の処刑である。
1961年5月に、革命統一機構(ORI)はフィデル・カストロのM26、ブラス・ロカによって率いられた人民社会党(PSP, 旧キューバ共産党)、ファウレ・チョモーンによって率いられた3月13日革命指令の合併によって形成された。1961年7月26日、ORIはキューバ社会主義革命統一党(PURSC)になり、1965年10月1日にキューバ共産党と名称を変えフィデル・カストロが第一書記(党首に相当)に就任した。

### ソ連崩壊後の苦境
この措置により経済的窮地に陥ったキューバは、当初は友好国であるソ連や東ドイツなどの東側諸国とのバーター貿易（砂糖と石油、工作機械、兵器などを交換する事実上の経済的支援）により窮地を凌いだ。特に冷戦が激化した1960年代から1970年代にかけては様々な形での支援を受けた。
この間もアメリカをはじめとする西側諸国や軍事独裁政権がその多くを占める南アメリカ諸国との関係断絶は続き、わずかにメキシコやカナダを通じた人的交流が行われるにすぎなかった。さらに冷戦終結直後の1991年のソビエト連邦の崩壊後にソ連を継いだロシアは経済的困難に陥っていたために、これまで行っていた砂糖と石油のバーター取引をはじめとするキューバに対する様々な支援を減らし、キューバ経済は苦境に立たされた。

## 現在

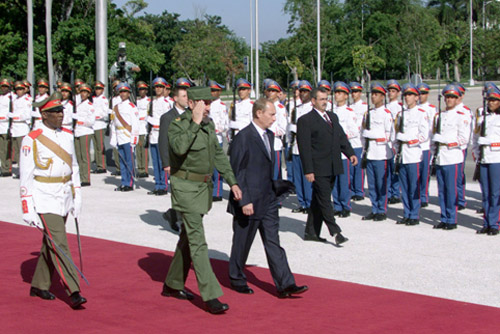
キューバを訪れたロシアのウラジーミル・プーチン大統領（中央）

しかし冷戦の終結で南アメリカの多くの国ではアメリカ合衆国の支援を受けていた反共軍事政権の多くが崩壊し、その多くが1990年代にキューバとの国交回復を成し遂げた。だがアメリカ・欧州・日本などの国々はカストロ政権をその反共政策から国際政治上で認めず、キューバからの国連加盟要請を総会決議で拒否し続けた。しかしながら1960年に首相のカストロがオブザーバーとして国連総会に出席したのを契機に、加盟国の多くがキューバの加盟を認めるようになった。更に、国力が回復しアメリカに対して強硬的な立場に出るようになったロシアのウラジーミル・プーチン政権が急速にキューバとの関係を回復し、冷戦下のレベルではないものの再び経済的・軍事的にキューバを支援するようになってきた。
この他にも2000年代に入りベネズエラやボリビアなどに成立した反米政権が「中南米における反米連合の盟主的存在」であるキューバとの事実上の同盟関係を持ち、様々な形でキューバに対する支援を行っている。さらに中華人民共和国がキューバへの支援と引き換えに軍港の使用を求めるなど、反米諸国がキューバに取り入る姿勢を見せた。また長い間反米的な姿勢を取り続けてきたカストロが健康状態の悪化を受けて2008年2月に国家評議会議長（事実上の元首）の座を降り、その座を弟のラウル・カストロが引き継いだ。
これらの事態の変化に対して、バラク・オバマ率いるアメリカもこれまでのキューバに対する強硬的な姿勢を急転換させる。両国は水面下で行われていた接触を公式なものに引き上げ、次いでカストロとオバマが国際会議の場で挨拶を交わすなど関係の修正をアピールした。さらに2015年に入りアメリカと国交を回復し、相互の大使館が同年7月に開設された。